# Naixement virginal
La doctrina del naixement virginal és la doctrina cristiana que assegura Jesús de Natzaret va néixer d'una verge, Maria. També inclou l'enteniment que el seu espòs, Josep, no tenia relacions amb ella durant l'embaràs, segons l'Evangeli de Mateu 1:5. Això es diferencia de la doctrina de la Immaculada Concepció, que es refereix a la concepció de la mateixa Maria.